# هولتن
هولتن (به هلندی: Holten) یک منطقهٔ مسکونی در هلند است که در ریسن-هولتن واقع شده‌است. هولتن ۹٬۴۲۸ نفر جمعیت دارد.